# ルイス・フェルナンド・テナ
ルイス・フェルナンド・テナ（Luis Fernando Tena, 1958年1月20日 - ）は、メキシコ・メキシコシティ出身の元サッカー選手、現サッカー指導者。2010年から2013年まで、指導者としてメキシコ代表に携わっていた。兄のアルフレード・テナも元サッカー選手・現サッカー指導者であり、ルイス・フェルナンドのアシスタントコーチを務めたことがある。アルフレードの息子アルフレード・オマール・テナもサッカー選手であり、ルイス・フェルナンドから見て甥にあたる。

## 指導者経歴
1994年から1996年にはクルス・アスルの監督を務め、1996年から1997年にはエストゥディアンテス・テコスの指揮を執った。1997年には再びクルス・アスルの監督に就任し、インビエルノ1997でプリメーラ・ディビシオン優勝を果たした。2000年にはモナルカス・モレリア監督に就任し、インビエルノ2000で再びプリメーラ・ディビシオン優勝を果たした。その後はサントス・ラグナ、ハグアレス・デ・チアパスの監督を務めた。2006年から2007年にはクラブ・アメリカを率い、2008年3月16日には再びモレリア監督に就任したが、2009年2月20日に解任された。同年5月6日には再びチアパス監督に就任。ビセンテナリオ2010序盤戦は低調であり、2010年1月初旬にチアパスの職を離れた。
ロンドンオリンピック・北中米カリブ海予選で優勝して本大会出場を決め、2012年のトゥーロン国際大会では圧倒的な攻撃力を見せて優勝。2013年にはU-23メキシコ代表を率いてロンドンオリンピックに出場したが、国内クラブでプレーする選手を中心としたメンバー選考などから前評判はさほど高くなかった。しかし、グループリーグでは韓国、ガボン、スイスの組を2勝1分の1位で通過し、決勝トーナメントでは準々決勝でセネガル、準決勝で日本、決勝でブラジルを破って金メダルを獲得した。メキシコがオリンピックのサッカー競技でメダルを獲得したのは初めてである。同年9月、ホセ・マヌエル・デ・ラ・トーレ（チェポ）監督が退任したメキシコA代表の暫定監督に就任し、2014 FIFAワールドカップ・北中米カリブ海予選のアメリカ戦の1試合のみ指揮を執った。その後はビクトル・マヌエル・ブセティッチに監督の座を譲ったが、ブセティッチ監督も早々に解任され、大陸間プレーオフはミゲル・エレーラ監督が指揮を執った。
2016年1月29日、チリ代表の監督に就任したフアン・アントニオ・ピッツィの後任としてクルブ・レオンの指揮官の座に就いた。

## タイトル
いずれも指導者として
- クルス・アスル

プリメーラ・ディビシオン 優勝 (1) : インビエルノ1997
プリメーラ・ディビシオン 準優勝 (2) : 1994-95, インビエルノ1999
- モナルカス・モレリア

プリメーラ・ディビシオン 優勝 (1) : インビエルノ2000
- クラブ・アメリカ

プリメーラ・ディビシオン 準優勝 (1) : クラウスーラ2007
- U-23メキシコ代表

パンアメリカン競技大会金メダル (1) : 2011
ロンドンオリンピック・サッカー北中米カリブ海予選 優勝 : 2012
トゥーロン国際大会 優勝 (1) : 2012
夏季オリンピック金メダル (1) : 2012